# John Mallas
John H. Mallas (ur. ? – zm. 7 października 1975) – amerykański inżynier komputerowy, astronom amator. Urodził się w Boone w stanie Iowa.
W swojej pracy z niebem zajmował się systematyzowaniem informacji o gwiazdach podwójnych, mgławicach, gromadach i galaktykach. Wspólnie z Everedem Kreimerem stworzył The Messier Album – jedno z pierwszych poważnych, profesjonalnych opracowań katalogu obiektów Messiera.
Około roku 1965 zauważył i udowodnił tożsamość obiektów M40 i Winnecke 4, co opisał w liście do redakcji „Sky and Telescope”, opublikowanym tam następnie w 1966.